# كاروانسرا (أمان أباد)
کاروانسرا (بالفارسية: کاروانسرا) هي قرية تقع في إيران في قسم أمان أباد الريفي. يقدر عدد سكانها بـ 45 نسمة بحسب إحصاء 2016.